# Diasystème
Un diasystème est un ensemble de variétés linguistiques très proches qui partagent assez de structures communes pour qu'on puisse les décrire dans un grand système commun de correspondances. 
Autrement dit, un diasystème se compose de dialectes qui sont mutuellement assez compréhensibles pour qu'on puisse parler d'une seule langue commune, nettement différente des autres langues : le diasystème est donc une notion équivalente de celle de langue par distance (ou langue Abstand).
Au sein d'un diasystème, les différences dialectales peuvent s'estomper (par exemple sous l'effet d'une unification littéraire, culturelle ou politique) ou au contraire s'accentuer (par exemple sous l'effet d'un isolement historique ou politique, ou encore parce que certaines variétés reçoivent une élaboration séparée, qui tend à les faire percevoir comme des langues séparées du reste du diasystème : on parle alors de langue par élaboration (ou langue Ausbau). Les différentes langues par élaboration, lorsqu'elles ont une souche commune, restent malgré tout très proches les unes des autres, puisqu'elles appartiennent à un même diasystème.

## Exemples
Exemples de diasystèmes composés de plusieurs langues par élaboration : 
- l'arabe du Maghreb et le maltais (diasystème arabo-maltais)
- le bas saxon, le néerlandais, le flamand et l'afrikaans (diasystème bas allemand)
- le catalan et l'occitan (diasystème occitano-roman ou occitano-catalan)[1]
- le corse et l'italien depuis les années 1850 (diasystème italien)
- le daco-roumain (roumain) et l'aroumain (diasystème roman oriental)
- le danois, le norvégien et le suédois (diasystème scandinave continental)
- le dari afghan, le persan iranien et le tadjik au Tadjikistan
- le français et les langues d'oïl comme, entre autres, le gallo, le picard, le normand, le wallon, le poitevin (diasystème de la langue d'oïl)
- l'hindî et l'ourdou (diasystème hindoustani)
- l'indonésien et le malais
- le ladino et le castillan (espagnol)
- le luxembourgeois et l'allemand
- le macédonien et le bulgare (diasystème slavon)
- l'ouzbek et l'ouïghour
- le portugais et le galicien (diasystème galaïco-portugais)
- le rusyn et l'ukrainien
- le serbe, le monténégrin, le croate et le bosnien (diasystème slave du centre-sud ou serbo-croate)
- le slovaque et le tchèque (diasystème tchécoslovaque)
- le tatar et le bashkir
- le thaï et le laotien

- dans les langues bantoues, il semble qu'il existe aussi plusieurs cas de diasystèmes composés de langues par élaboration.

Voici des exemples de textes en langues par élaboration formant un diasystème :

### Diasystème occitano-roman
Pierre Bec est l'inventeur du concept de domaine occitano-roman. Toutefois, l'existence d'un tel diasystème ne fait pas consensus dans la communauté scientifique. La convergence orthographique ne saurait être un critère d'évaluation suffisant car, de l'aveu même de Louis Alibert, le concepteur de la graphie classique moderne, sa norme est basée sur les travaux de normalisation du catalan. La langue d'oc est elle-même un diasystème.
- Exemple de texte en occitan (graphie classique, variante languedocienne):

La mitologia es l'estudi dels mits, designa l'ensemble dels recits mitics ligats a una civilizacion, una religion o un tèma particular. La mitologia prend sens e activitat dins una cultura socio-religiosa. Lo mot es generalament utilizat per descriure los sistèmas religioses dels monds ancians o de las civilizacions primièras, aluènhadas dins l'espaci o dins lo temps.
- Exemple de texte en catalan (catalan oriental central):

La mitologia és l'estudi dels mites, designa el conjunt dels relats mítics lligats a una civilització, una religió o un tema particular. La mitologia pren sentit i activitat dins d'una cultura socio-religiosa. La paraula és generalment utilitzada per descriure els sistemes religiosos dels antics mons o de les civilitzacions primeres, allunyades dins de l'espai o dins del temps.

### Diasystème galaïco-portugais
- Exemple de texte en portugais:

A origem do termo artes marciais é ocidental e latina, uma referência às artes de guerra e luta. A sua origem confunde-se com o desenvolvimento das civilizações quando, logo após o desenvolvimento da onda tecnológica agrícola, alguns começam a acumular riqueza e poder, ensejando o surgimento de cobiça, inveja, e seu corolário, a agressão. A necessidade abriu espaço para a profissionalização da protecção pessoal.
- Exemple de texte en galicien:

A orixe do termo artes marciais é occidental e latina, unha referencia ás artes de guerra e loita. A súa orixe confóndese co desenvolvemento das civilizacións cando, logo despois do desenvolvemento da onda tecnolóxica agrícola, algúns comezan a acumular riqueza e poder, dando lugar o xurdimento da cobiza, a envexa, e o seu corolario, a agresión. A necesidade abriu espazo para a profesionalización da protección persoal.